# Duvin
Duvin (deutsch Duvin [duˈvin]ⓘ, rätoromanisch Duin [duɪ̯n]ⓘ) ist ein zur Gemeinde Ilanz/Glion gehörendes Dorf im unteren Val Lumnezia (Lugnez), Kanton Graubünden, Schweiz.
Bis Ende 2013 bildete es eine eigenständige politische Gemeinde.

## Geographie

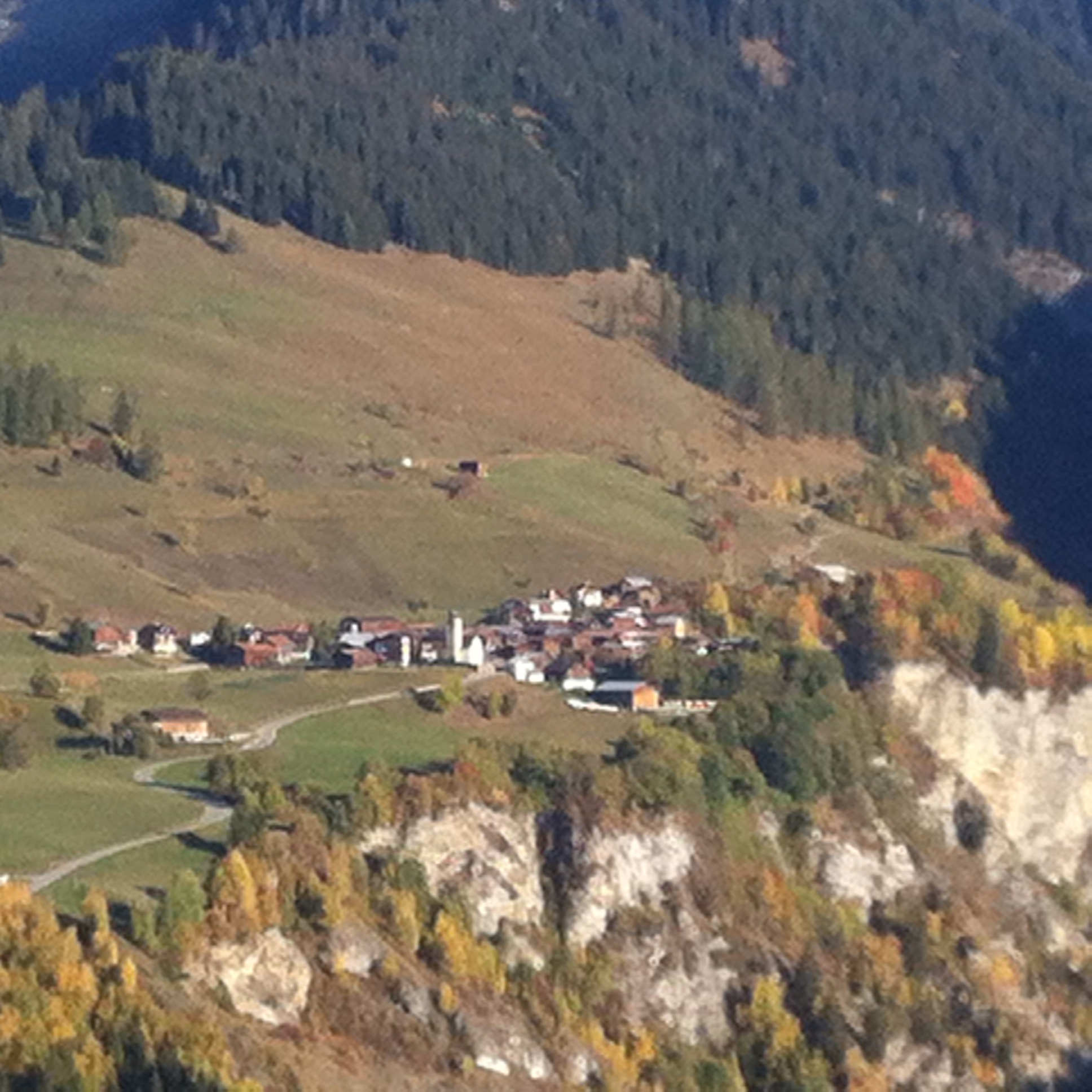
Blick auf Duvin mit Val Uastg

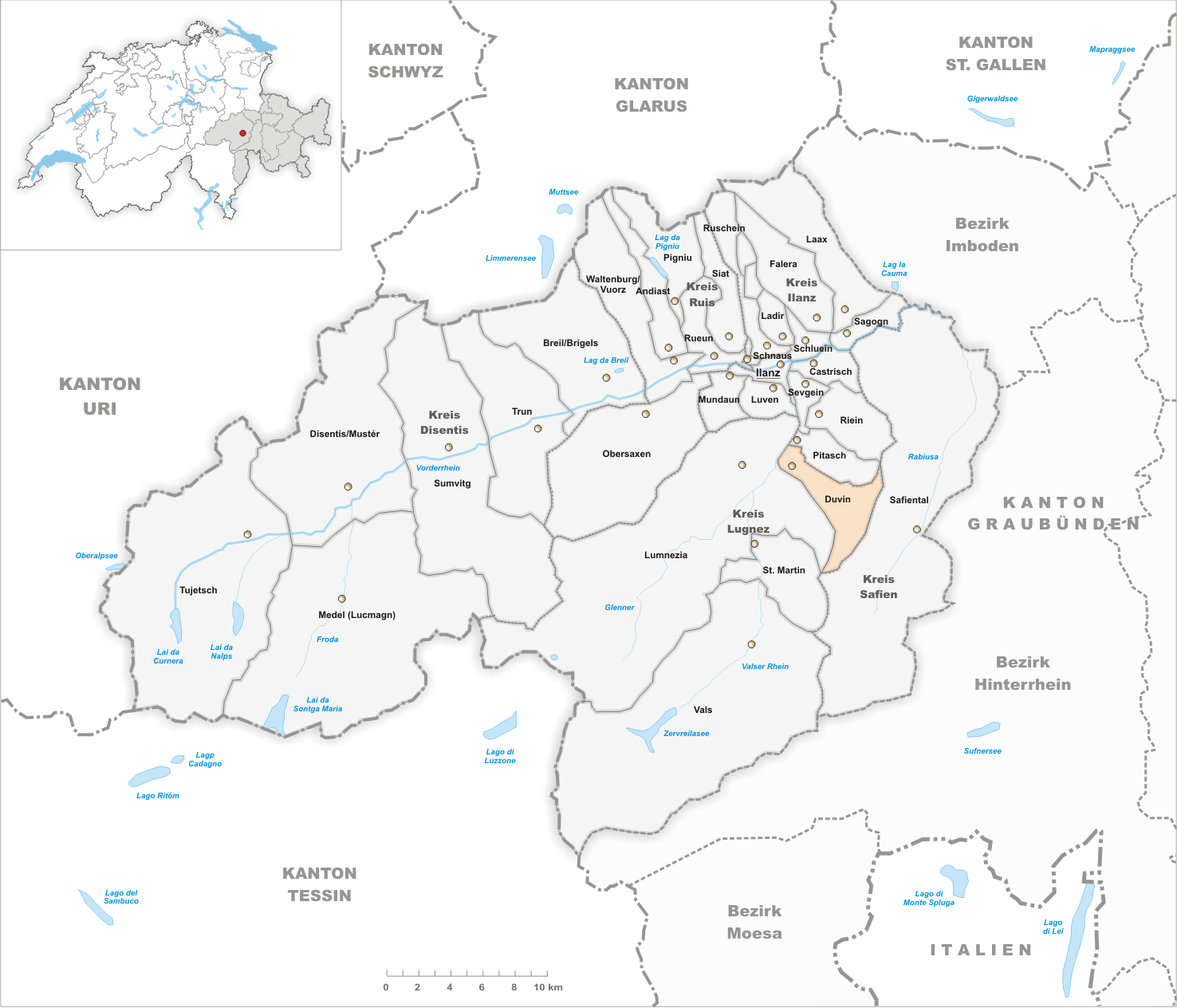
Gemeindestand vor der Fusion am 1. Januar 2014

Luftbild aus 4000 m von Walter Mittelholzer von 1919. Duvin unten links

Von der Wiesenterrasse mit Duvin hat man Aussicht über das ganze Lugnez. Auf der rechten Talseite trennt das Pitascher Tobel Duvin von Pitasch. Gegenüber Duvin liegt Camuns. Beide Orte sind durch das tief eingeschnittene Schiefertobel Val Uastg getrennt (Val ist das romanische Wort für «Tal», «Schlucht» oder «Kluft», Uastg ist ein Eigenname). Eine eigentliche Verkehrsverbindung auf der rechten Talseite des Glenners gab es bis 1850 nicht. Die Einwohner von Duvin hatten erst ab dem Ausbau der Valser Talstrasse im 19. Jahrhundert eine gesicherte Strassenverbindung über die Glennerbrücke bei Peiden ins Lugnez und weiter nach Ilanz. Die schiefrigen Gebirgstobel waren während Jahrhunderten nur unter grossen Mühen zu überqueren und isolierten die Bergdörfer voneinander. Von Duvin und Pitasch aus führten seit jeher bedeutende Vieh- und Säumerpfade über das Güner Lückli. 1935 wurde eine Alpstrasse auf der linken Tobelseite des Val Uastg zur Alp Radun und den Maiensässen eröffnet, was die Alpwirtschaft erleichterte. Der Blick von Duvin aus umfasst das ganze Lugnez bis in die Gruob.
Von dem einstigen insgesamt 1797 ha grossen Gemeindegebiet waren 180 ha Kulturland, 755 ha Weiden, 530 ha Wald und 332 ha unproduktives Land (zumeist Gebirgsfläche).
Duvin grenzte politisch bis am 31. Dezember 2013, als es seine Selbständigkeit als Gemeinde aufgab, im Osten an Safien, im Norden an Pitasch, im Nordwesten an Cumbel und im Süden und Südwesten an Suraua.

## Geschichte
Bei Ausgrabungen auf einem Hügel in unmittelbarer Nähe des Dorfes wurden Plattengräber gefunden, die belegen, dass Duvin bereits in vorchristlicher Zeit besiedelt war. Um das Jahr 840 n. Chr. wurde Duvin erstmals urkundlich als Siedlung Auna erwähnt. Im Jahr 1290 wurde Duvin (Aiuns) im Zusammenhang mit zwei Lehengütern des Bischofs von Chur genannt. Herkunft und Bedeutung des Namens Duvin sind unbekannt. Die heutige, mit D- anlautende Namensform findet sich erstmals 1466; es handelt sich dabei um eine festgewordene Verbindung der Präposition dē «von» oder ad «zu» mit der ursprünglichen Form Auna, Awun oder ähnlich. Obwohl die Gemeinde mehrheitlich romanischsprachig ist, ist weiterhin der deutsche Name im offiziellen Gebrauch.
Im 14. Jahrhundert war das Dorf eine Vogtei der Freiherren von Belmont, ab 1390 der Grafen von Sax-Misox. 1538 erfolgte der Auskauf der bischöflichen Hoheitsrechte und die Bildung einer Nachbarschaft mit Uors und Tersnaus. Dieser Bindung wegen wurde Duvin 1851 als einzige reformierte Gemeinde dem Kreis Lugnez angeschlossen und ist seither stets mit einem Geschworenen im Kreisgericht vertreten.
Die Kirche S. Maria gehörte 1345 als Kaplanei zur Talkirche St. Vinzenz in Pleif (Vella). Nach dem Übertritt zur Reformation erfolgte 1526 die Trennung. Seit 1882 bildet Duvin eine Pastorationsgemeinschaft mit Riein und Pitasch.
Die Mehrheit der Erwerbstätigen im rätoromanischen Bergbauerndorf arbeitet im ersten Sektor. Gewerbe und Tourismus fehlen. Eine Vielzahl von Einwohnern wanderten jeweils wegen mangelnder Verdienstmöglichkeiten aus. 1989 bis 2008 wurde eine umfassende Strukturbereinigung mit Güterzusammenlegung, Sanierung von Zufahrtsstrasse, Wald- und Alpwegen umgesetzt. Die Abwanderung wurde gestoppt, die vorübergehend geschlossene Primarschule öffnete 1989 wieder.
Am 1. Januar 2014 fusionierte Duvin mit den bis dahin selbständigen Gemeinden Castrisch, Ilanz, Ladir, Luven, Pigniu, Pitasch, Riein, Rueun, Ruschein, Schnaus, Sevgein und Siat zur neuen Gemeinde Ilanz/Glion.
→ siehe auch Abschnitt Geschichte im Artikel Lumnezia

### Duviner Sage
Eine Sage mit Bezug zur Pietà in der Kirche St. Luzius (Peiden) will erklären, warum Duvin als im überwiegend katholischen Lugnez liegende Gemeinde zum protestantischen Glauben wechselte. Als sich die gesamte Duviner Bevölkerung um 1600 an einer Prozession in Vrin befand, begann es zu regnen, und das gesamte Heu der Bauern wurde nass und somit schlecht. Aus Wut darüber kehrten die Duviner zurück in ihr Dorf. Die mitgeführte Marienstatue warfen sie über den Felsen in den Abgrund. Bewohner der Nachbargemeinde Peiden bargen die Statue. Der Ringfinger wie auch der kleine Finger der rechten Hand der Marienstatue waren abgebrochen. Die anderen drei Finger waren zur Schwurhand erhoben. Die Statue sprach: „Zweimal wird Duvin abbrennen und das dritte Mal wird das Dorf in die Schlucht stürzen!“  Zweimal ist das Dorf bereits fast vollständig niedergebrannt. Der Sage zufolge sollte es das nächste Mal also in die Val Uastg stürzen. Die Sage ist jedoch durch ihre negative Prophezeiung wohl ausserhalb von Duvin entstanden. Der Zustand der Pietà macht zudem den beschriebenen Sturz unwahrscheinlich.

## Bevölkerung
| Bevölkerungsentwicklung | Bevölkerungsentwicklung | Bevölkerungsentwicklung | Bevölkerungsentwicklung | Bevölkerungsentwicklung | Bevölkerungsentwicklung | Bevölkerungsentwicklung |
| ----------------------- | ----------------------- | ----------------------- | ----------------------- | ----------------------- | ----------------------- | ----------------------- |
| Jahr                    | 1850                    | 1900                    | 1950                    | 1990                    | 2000                    | 2013                    |
| Einwohner               | 105                     | 82                      | 126                     | 80                      | 80                      | 83                      |

Rätoromanisch (Sursilvan) ist die Hauptsprache der Dorfbevölkerung, die mehrheitlich in der Berglandwirtschaft tätig ist.

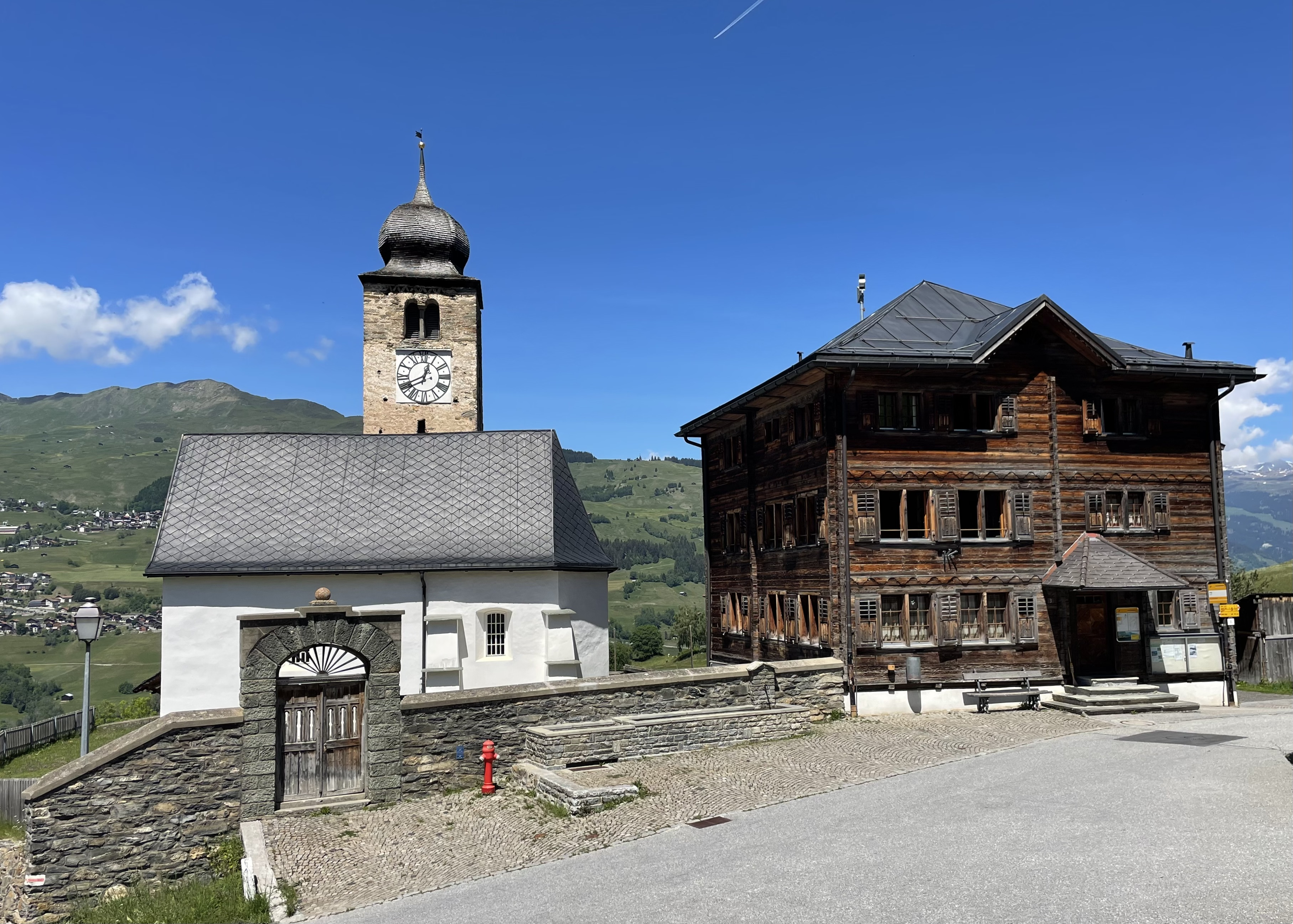
Kirche und alte Post

Duvin, Pitasch und Riein sind die einzigen reformierten Dörfer in der sonst mehrheitlich katholischen Talschaft Lugnez. Bevor diese Orte (Nachbarschaften) zur Gemeinde Ilanz/Glion stiessen, war Duvin das einzige reformierte Dorf im damaligen Kreis Lumnezia/Lugnez. Die reformierte Kirchgemeinde Duvin ist selbstständig. Sie ist Teil der Pastorationsgemeinschaft Luven/Flond/Pitasch/Duvin. Pitasch und Riein gehörten trotz geographischer Zugehörigkeit zum Lugnez politisch zum Kreis Ilanz. Seit 2016 sind sie Teil der neu gebildeten Region Surselva, welche die Kreise und Bezirke ablöste.

## Bildung

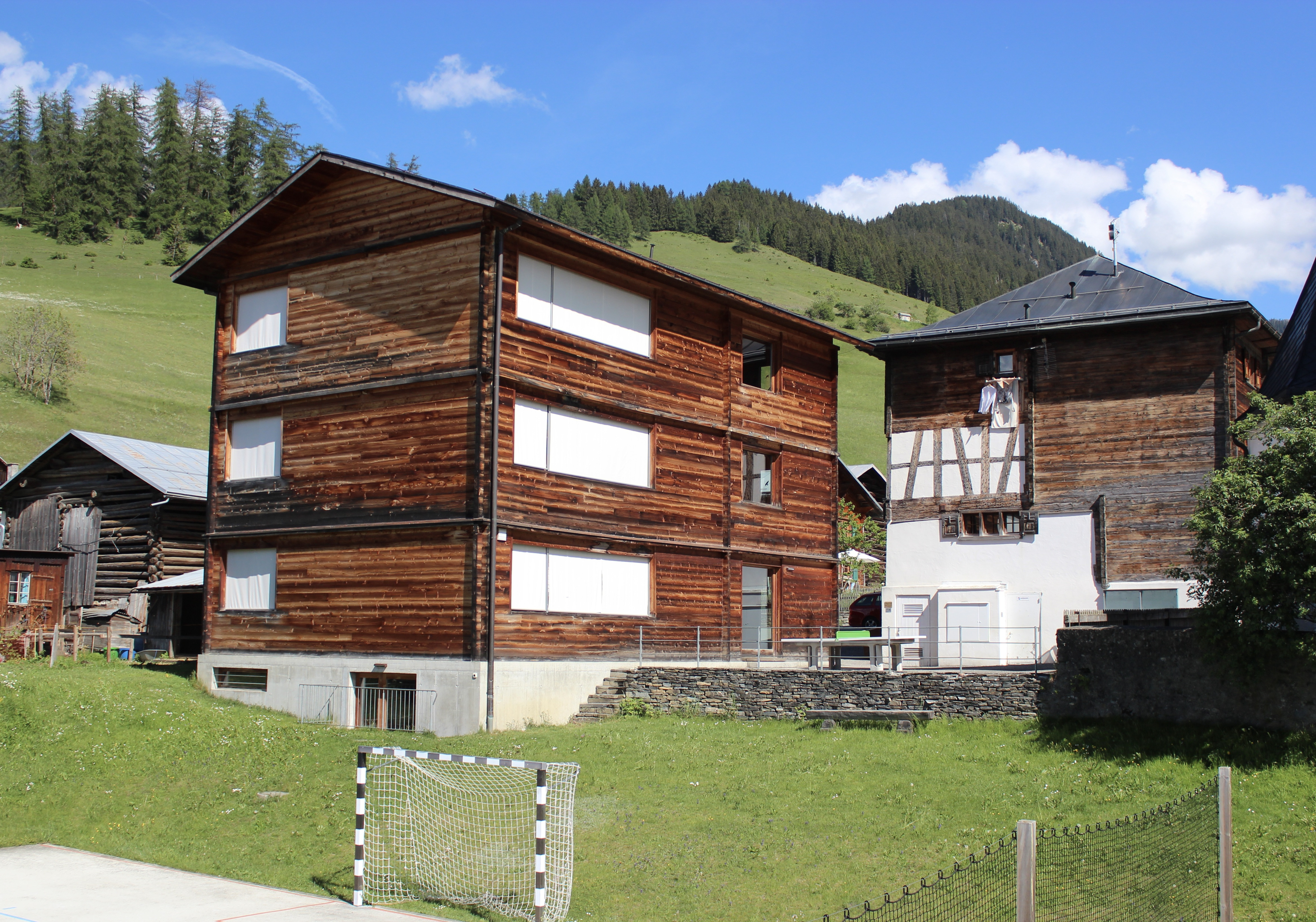
Schulhaus

Im Schulhaus Duvin gibt es eine kleine Gesamtschule für die erste bis sechste Klasse (zusammen mit der Nachbargemeinde Pitasch). Später besuchen die Schüler die Real- oder Sekundarschule in Ilanz. Schulsprache ist Rätoromanisch; Deutsch wird als erste Fremdsprache in der vierten Klasse eingeführt.

## Verkehr, Wirtschaft und Tourismus
Es besteht eine Postautoverbindung mit Umsteigen in Mulin da Pitasch (Haltestelle auf der Postautostrecke von Ilanz nach Vals GR). Man kann auch bis Peiden-Bad weiter fahren und ca. 1 Stunde zu Fuss nach Duvin hochsteigen.

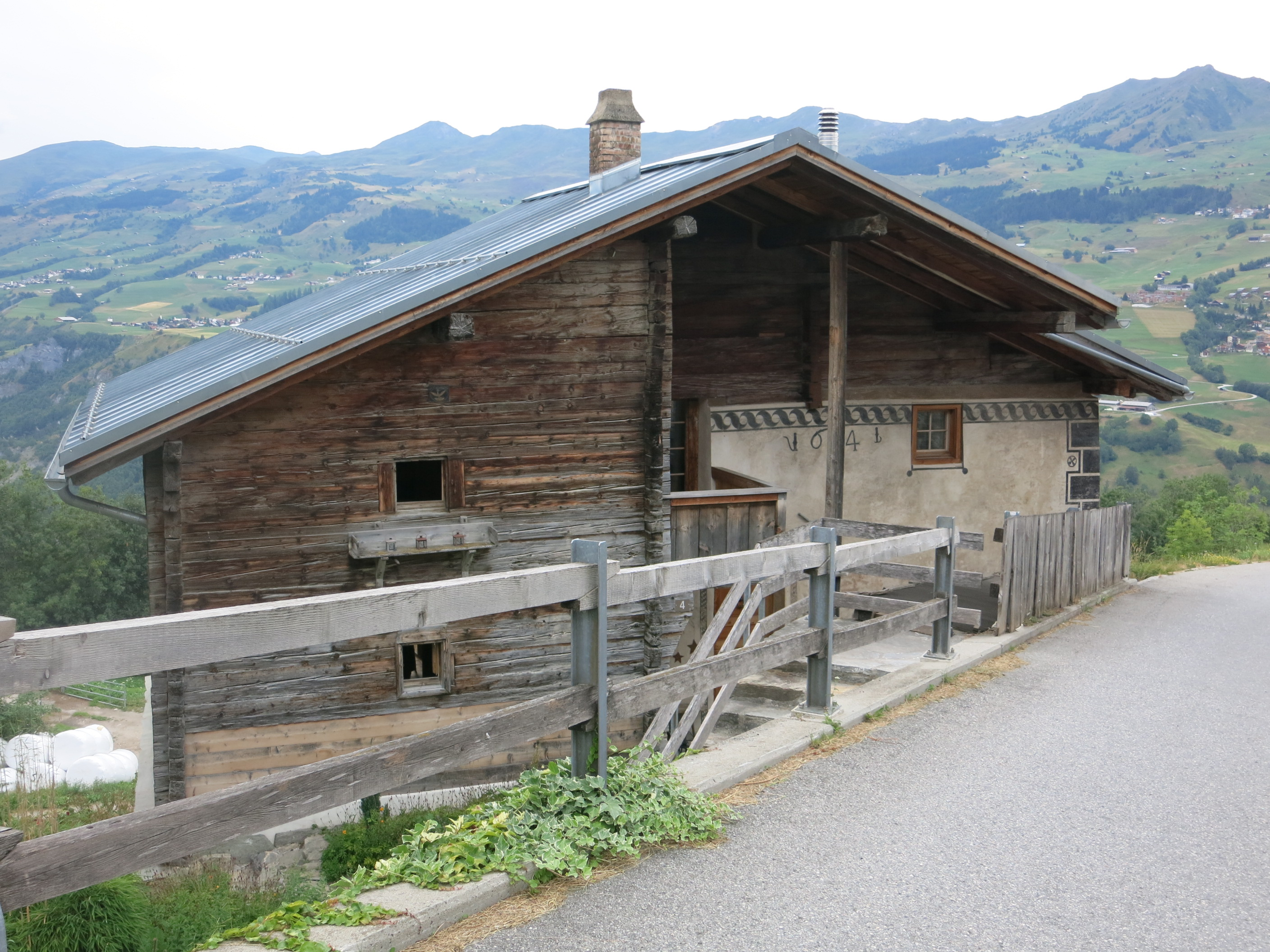
Casa sut baselgia, 1641

Eine Schreinerei und Verdienstmöglichkeiten im nahen Zentrum Ilanz bieten nebst dem Tourismus und dem Zweitwohnungsbau vereinzelte Verdienstmöglichkeiten. Duvin ist Ausgangsort für die Passwanderung über das Güner Lückli (2470 m, 9.2865°E, 46.7092°N) nach Safien-Platz oder Thalkirch. Es war früher der erste der drei Übergänge (Güner Lückli, Safierberg, Splügenpass) auf dem Weg vom Vorderrhein nach Chiavenna, für den die alten Bündner 17 Stunden benötigten. Ganzjährig geöffnete Gasthöfe sind heute keine vorhanden, jedoch Ferienwohnungen oder Zweitwohnungen zum Mieten. 

## Sehenswürdigkeiten
- Unter Denkmalschutz steht die reformierte Dorfkirche, auch Liebfrauenkirche genannt.
- Katholische Filialkirche Sankt Luzius, in Peiden-Bad[3]
- Am Dorfeingang steht eines der ältesten Wohnhäuser des Lugnez, die Casa sut baselgia, erbaut 1641, renoviert 2005.
- Schulhaus, Architekt: Gion A. Caminada[4]
- Glennerbrücke, 2002, in Peiden-Bad, Architekten: Jürg Conzett, Gianfranco Bronzini, Patrick Gartmann[5]

## Bilder

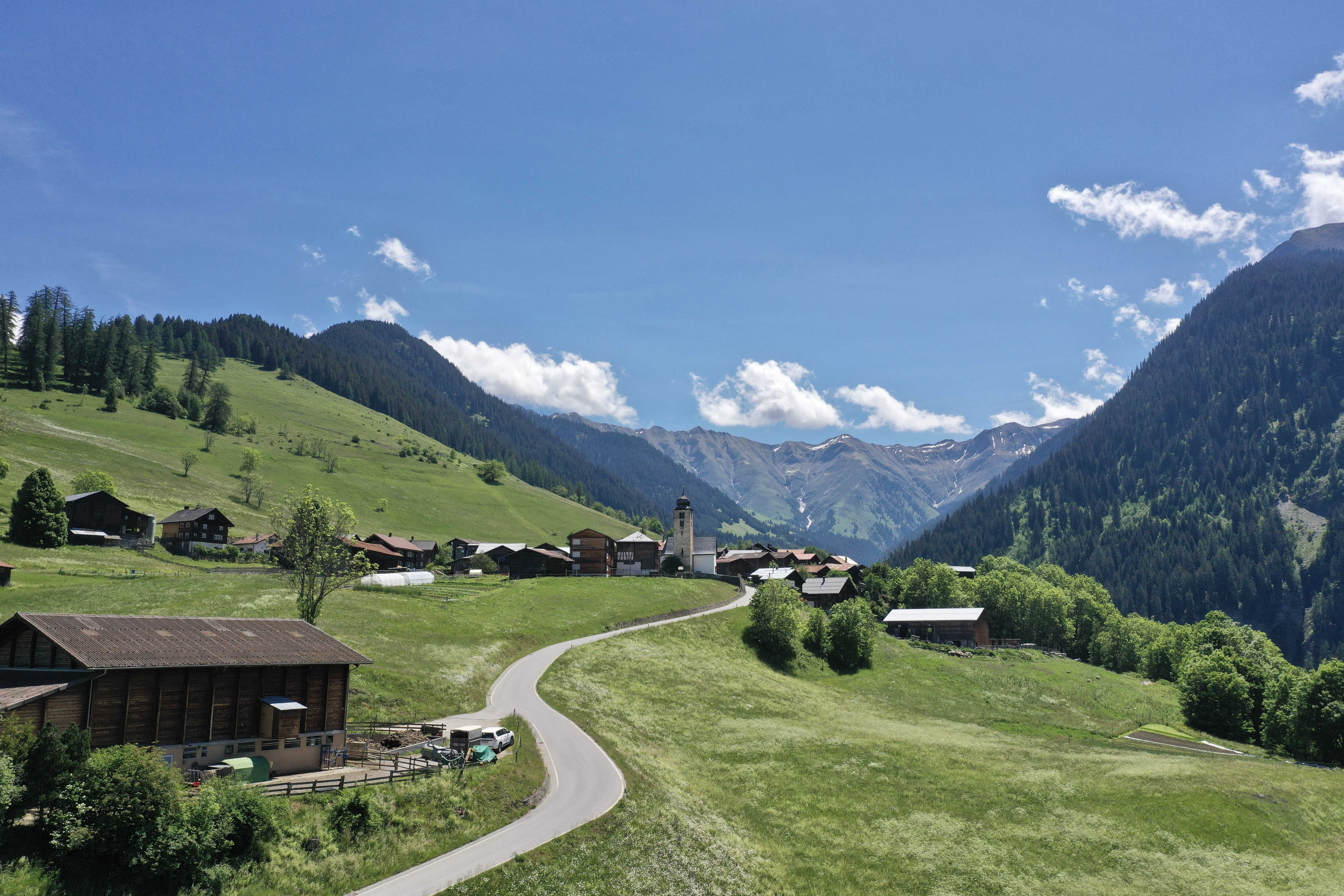
Zufahrt nach Duvin
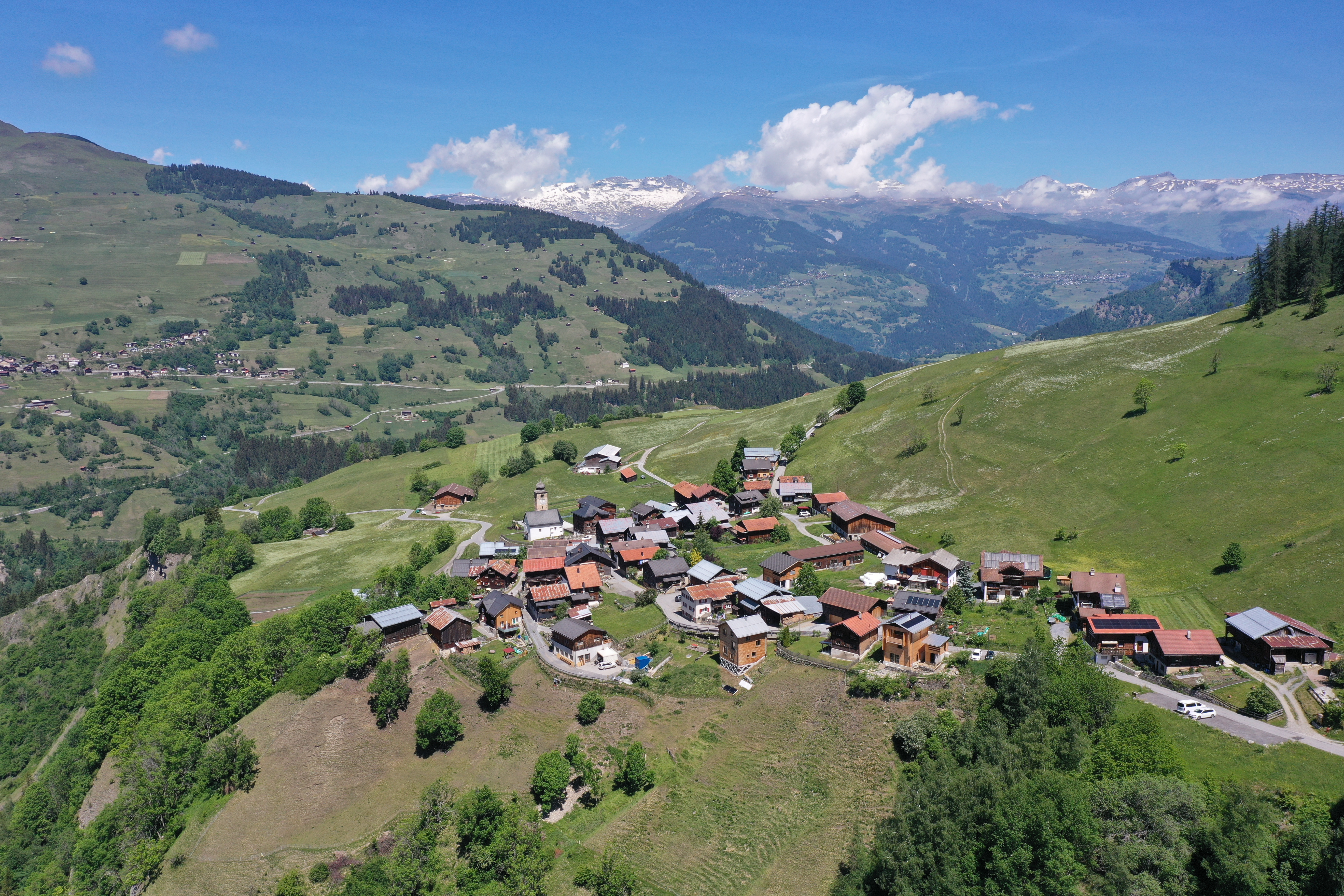
Blick nach Nordwesten
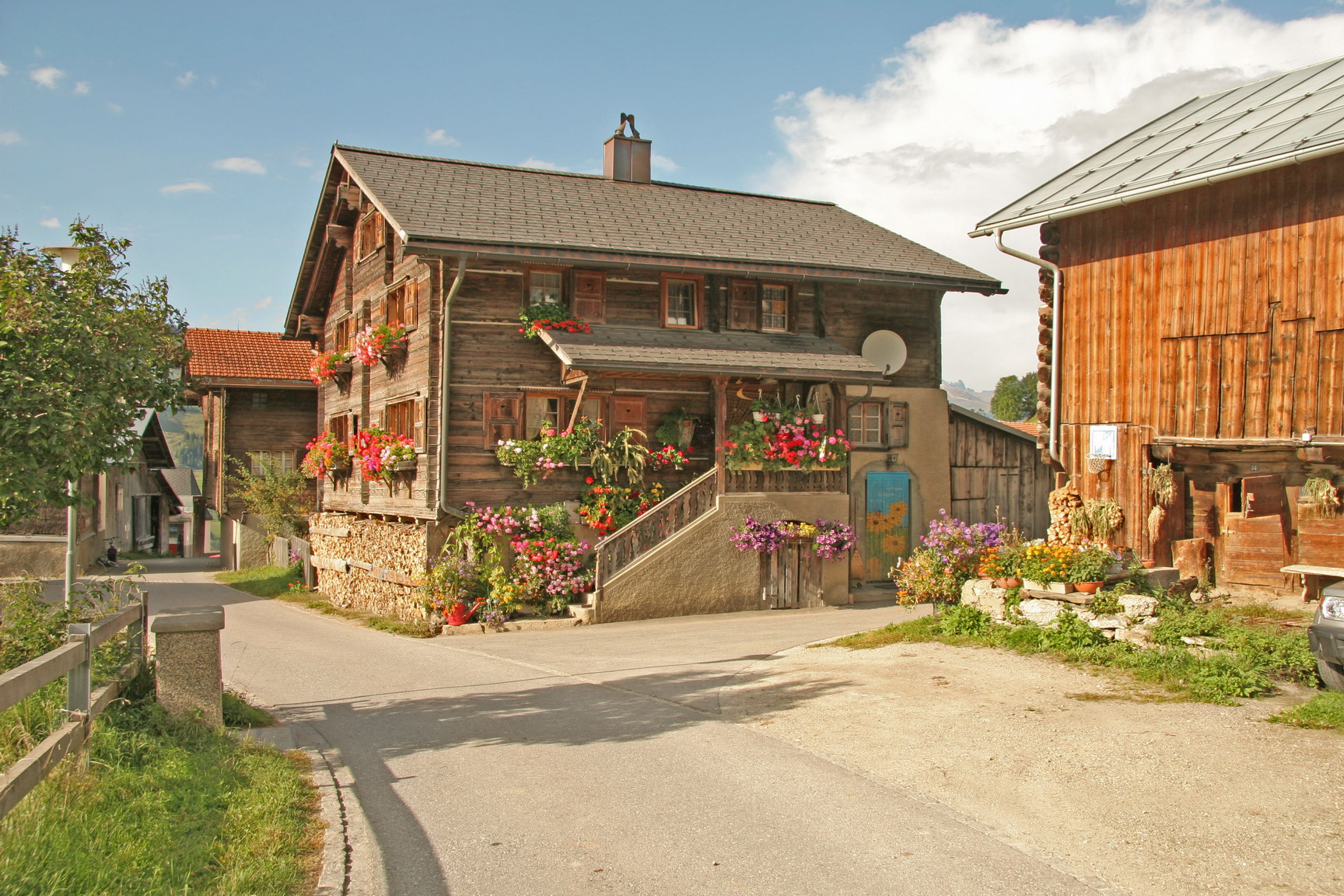
Holzhaus in Duvin